# Callohesma lacteipennis
Callohesma lacteipennis är en biart som först beskrevs av Michener 1965.  Callohesma lacteipennis ingår i släktet Callohesma och familjen korttungebin. Inga underarter finns listade.